# Léobard de Marmoutier
Pour les articles homonymes, voir Léobard (homonymie).
Léobard ou Léobard de Marmoutier (en latin : Leobardus) dit aussi Liberd ou Libert, mort en 593, est un auvergnat, reclus dans une cellule à proximité du monastère de Marmoutier près de Tours. Reconnu saint pour ses qualités d'humilité et de dénuement, il est fêté le 18 mars.

## Éléments biographiques
Cité par Grégoire de Tours dans le Liber Vitæ patrum, Léobardus est présenté parmi dix-neuf autres comme en voie de sainteté. Il précise qu'il se retira en ermite à Marmoutier, et qu'il était originaire d’Auvergne comme lui, et qu'il devint son ami. 
Issu d’une famille aisée et bien qu’attiré par la vie religieuse, il commença par suivre le modèle social de sa famille : fréquentant l’école et se fiançant pour perpétuer sa lignée. Mais ses parents étant décédés, il décida de faire cadeau de sa fiancée à son frère et partit en pèlerinage au tombeau de saint Martin à Tours. C'est là qu'il fit connaissance de saint Grégoire. Séduit par le modèle des Pères du désert, il s'engagea dans l'isolement, l'ascèse et la prière.
Léobart mourut en solitaire, environ un an avant Grégoire de Tours. Il fut enseveli dans la tombe qu’il avait creusée lui-même dans sa cellule.